# Argyrostagma thomsoni
Argyrostagma thomsoni är en fjärilsart som beskrevs av Druce 1898. Argyrostagma thomsoni ingår i släktet Argyrostagma och familjen tofsspinnare. Inga underarter finns listade i Catalogue of Life.